# Aeropista de Rancho Santa Inés
El Aeródromo de Rancho Santa Inés (Código OACI: MM23 - Código DGAC: SIN) o Aeródromo Santa Inés es un pequeño aeropuerto privado ubicado en Cataviñá el Municipio de San Quintín, Baja California, México. Cuenta con una pista de aterrizaje de 1,160 metros de largo y 30 metros de ancho, así como una plataforma de 5,000 metros cuadrados (40m x 125m). Actualmente solo se utiliza con propósitos de aviación general.

## Accidentes e incidentes
- El 19 de mayo de 1997 un sujeto intentó robar una aeronave Cessna 180 de matrícula N9279C del Aeródromo de Santa Inés. El dueño de la aeronave la escuchó mientras rodaba y afirma que vio al ladrón perder el control de la aeronave mientras despegaba, causando que se despistara. El ladrón huyó en un auto que lo estaba esperando. La aeronave fue destruida.[2][3]